# Chevreulia lycopodioides
Chevreulia lycopodioides (tên tiếng Anh là Clubmoss Cudweed) là một loài thực vật có hoa thuộc họ Asteraceae. Nó là đại diện duy nhất của chi Chevreulia.
Loài này chỉ có ở quần đảo Falkland.
Môi trường sống tự nhiên của chúng là vùng cây bụi ôn đới và vùng đồng cỏ ôn đới.